# Migliori prestazioni europee nei 100 metri piani
La lista delle migliori prestazioni europee nei 100 metri piani, aggiornata periodicamente dalla World Athletics, raccoglie i migliori risultati di tutti i tempi degli atleti europei nella specialità dei 100 metri piani.

## Maschili

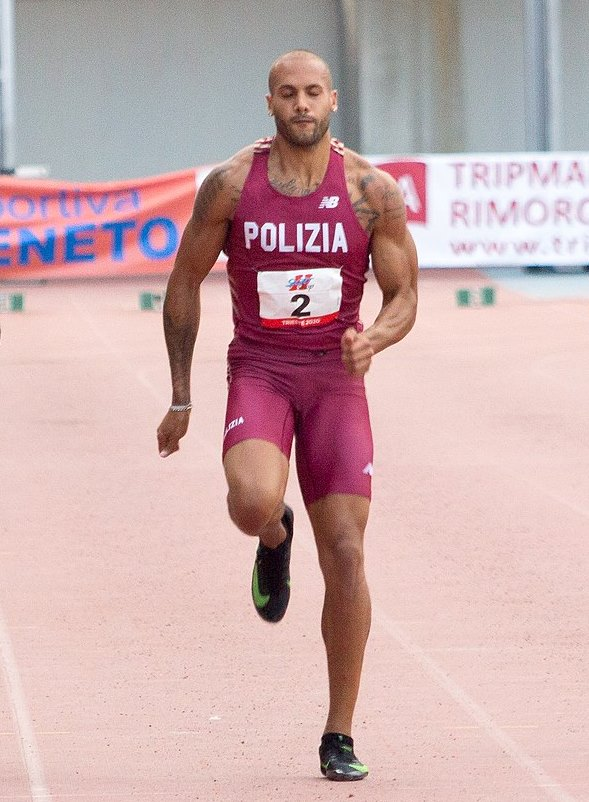
Marcell Jacobs, primatista europeo dei 100 m

Statistiche aggiornate al 24 giugno 2023.
|     | Tempo           | Atleta              | Luogo      | Data           |
| --- | --------------- | ------------------- | ---------- | -------------- |
| 1.  | 9"80 (+0,1 m/s) | Marcell Jacobs      | Tokyo      | 1º agosto 2021 |
| 2.  | 9"83 (+1,3 m/s) | Zharnel Hughes      | New York   | 24 giugno 2023 |
| 3.  | 9"86 (+0,6 m/s) | Francis Obikwelu    | Atene      | 22 agosto 2004 |
| 3.  | 9"86 (+1,3 m/s) | Jimmy Vicaut        | Parigi     | 4 luglio 2015  |
| 5.  | 9"87 (+0,3 m/s) | Linford Christie    | Stoccarda  | 15 agosto 1993 |
| 6.  | 9"91 (+0,7 m/s) | Churandy Martina    | Londra     | 5 agosto 2012  |
| 6.  | 9"91 (+1,1 m/s) | James Dasaolu       | Birmingham | 13 luglio 2013 |
| 8.  | 9"92 (+2,0 m/s) | Christophe Lemaitre | Albi       | 29 luglio 2011 |
| 8.  | 9"92 (+0,9 m/s) | Jak Ali Harvey      | Erzurum    | 12 giugno 2016 |
| 10. | 9"93 (-1,2 m/s) | Reece Prescod       | Ostrava    | 31 maggio 2022 |
| 10. | 9"93 (+0,1 m/s) | Eugene Amo-Dadzie   | Graz       | 16 giugno 2023 |

## Femminili

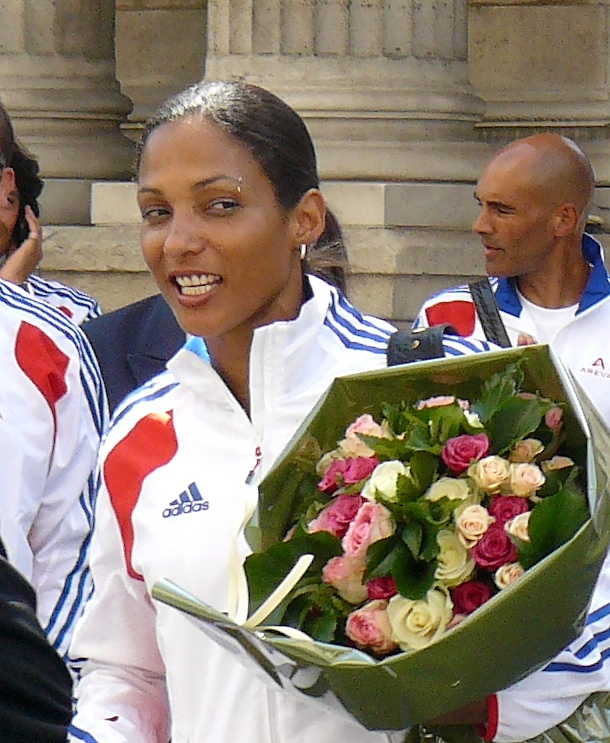
Christine Arron, detentrice del record europeo dei 100 m

Statistiche aggiornate al 15 febbraio 2021.
|     | Tempo            | Atleta                | Luogo    | Data              |
| --- | ---------------- | --------------------- | -------- | ----------------- |
| 1.  | 10"73 (+2,0 m/s) | Christine Arron       | Budapest | 19 agosto 1998    |
| 2.  | 10"77 (+0,9 m/s) | Irina Privalova       | Losanna  | 6 luglio 1994     |
| 2.  | 10"77 (+0,7 m/s) | Ivet Lalova-Collio    | Plovdiv  | 19 giugno 2004    |
| 4.  | 10"81 (+1,7 m/s) | Marlies Göhr          | Berlino  | 8 giugno 1983     |
| 4.  | 10"81 (-0,3 m/s) | Dafne Schippers       | Pechino  | 24 agosto 2015    |
| 6.  | 10"82 (-0,3 m/s) | Žanna Pintusevyč-Blok | Edmonton | 6 agosto 2001     |
| 7.  | 10"83 (+1,7 m/s) | Marita Koch           | Berlino  | 8 giugno 1983     |
| 7.  | 10"83 (+0,1 m/s) | Aikaterinī Thanou     | Siviglia | 22 agosto 1999    |
| 7.  | 10"83 (+0,1 m/s) | Dina Asher-Smith      | Doha     | 29 settembre 2019 |
| 10. | 10"85 (+2,0 m/s) | Anelija Nuneva        | Sofia    | 2 settembre 1988  |